# Радецки марш
Радецки марш, Op. 288, е марш композиран от Йохан Щраус-баща и посветен на фелдмаршал Йозеф Радецки. За първи път изпълнен на 31 август 1848 във Виена, скоро той става популярен сред маршируващите войници. Отбелязано е, че тонът е повече празничен, отколкото военен; Щраус композира марша, за да отбележи победата на Радецки в битката при Кустоца.

## История
Щраус вече е използвал прочутата тема в своята Jubel-Quadrille, Op. 130; такът има значителна прилика с втората тема от Allegro в Симфония № 100 на Йозеф Хайдн, композирана през 1794. Удивителната ритмична схема, три анапеста и един ямб, оттогава е популяризирана от много пародийни версии.
За триото Щраус използва стара фолклорна мелодия на име Alter Tanz aus Wien или Tinerl-Lied, която всъщност е в такт 3/4. Когато Радецки се връща във Виена след победата в битката при Кустоца (1848), войниците му пеят тогавашната популярна песен. Твърди се, че Щраус е чул пеенето и е смесил мелодията, сменена в такт 2/4.

## Прием
Заедно с „На хубавия син Дунав“ на Йохан Щраус-син, маршът става неофициален химн на Австрия. През 1932 г. Йозеф Рот публикува книгата си „Радецки марш“, разказваща за падението на Австро-унгарската империя. Мелодията се използва в множество промоционални джингли и по време на големи спортни събития, по-специално футболни мачове на Австрийския национален отбор.